# Provincia di Lunigiana
La provincia di Lunigiana è stata una suddivisione amministrativa del Ducato di Modena e Reggio dal 1816 al 1850. Ebbe come capoluogo la città di Aulla (dal 1816 al 1831), Fosdinovo (dal 1831 al 1847) e Fivizzano (dal 1847 al 1850).

## Storia
Finita l'esperienza napoleonica, che aveva visto gran parte della Lunigiana unificata sotto il Dipartimento degli Appennini, la Val di Magra fu di nuovo, come in precedenza, suddivisa: vennero ripristinati i domini del Granducato di Toscana (Fivizzano, Pontremoli, Codiponte, Bagnone, Casola, Albiano), ma non furono invece ricostituiti i piccoli feudi imperiali retaggio soprattutto delle svariate diramazioni della famiglia Malaspina, che erano comunque sopravvissuti fino alla conquista francese (Fosdinovo, Aulla, Licciana, Malgrate, Mulazzo, Podenzana, Tresana, Treschietto, Villafranca, etc.). Con l'art. 98 dell'atto finale del Congresso di Vienna gli ex feudi imperiali di Lunigiana furono attribuiti alla reintegrata duchessa di Massa e Carrara, Maria Beatrice d'Este, la quale però li girò quasi subito, con convenzione del 20 dicembre 1815, al figlio Francesco IV, insediato come Duca di Modena e Reggio, il quale manteneva anche il secolare controllo della vicina Garfagnana.
Per quanto riguarda l'organizzazione amministrativa dei nuovi Stati Estensi, come continuarono a chiamarsi i domini ora in mano alla nuova casa di Austria-Este, col piano di governo del 28 agosto 1814 - divenuto operante a tutti gli effetti col 1º ottobre successivo (data in cui vennero definitivamente soppresse le residue strutture del periodo napoleonico) - essi vennero suddivisi in tre province: Modena, Reggio e Garfagnana (capoluogo Castelnuovo Garfagnana), cui nel 1816 si aggiunse la Lunigiana estense, con capoluogo Fosdinovo, e dopo l'annessione del Ducato di Massa e Carrara a seguito della morte di Maria Beatrice d'Este nel 1829, la provincia di Massa Carrara. A capo di ogni provincia era posto un governatore con i relativi uffici, con l'eccezione proprio della Lunigiana dove il capo dell'amministrazione aveva il titolo di "Delegato".
Sotto gli Austria-Este venne completata nel 1822 la prima strada rotabile del fosdinovese, lunga circa otto miglia, che dal Portone di Caniparola giunge ancora oggi a Tendola passando per Fosdinovo; venne costruita tra il 1829 ed il 1831 la nuova Piazza del Mercato (ora conosciuta col nome di Piazza Matteotti) presso il Duomo; dopo un periodo di trent'anni in cui era rimasto chiuso, venne riaperto il Teatro Malaspina nel 1831; venne ristrutturato il palazzo comunale; il borgo venne dotato di nuova pavimentazione.
Per tutto il tempo che godette del rango di capoluogo, Fosdinovo fu sede stabile di un maestro di scuola elementare, di un medico e di un chirurgo, oltre che del delegato governativo estense, del comandante militare della Provincia estense di Lunigiana e di un giudice di prima istanza per le cause civili e penali. Da qui dipendevano i comuni di II classe di Aulla, Tresana, Licciana, Villafranca, Mulazzo, Treschietto (dal 1860 annesso al comune di Bagnone), Podenzana e Varano (dal 1860 annesso al comune di Licciana Nardi). Negli stessi anni, il Castello Malaspina di Fosdinovo fu comprato dal governo modenese (soprattutto per evitare che venisse usato come cava di materiale) e venduto allo Spedale di Fosdinovo. Negli anni risorgimentali il Castello fu invece occupato dai Gesuiti di Massa nel periodo estivo.
Nel 1847, con la ratifica del trattato di Firenze, entrarono a far parte della provincia i comuni toscani di Albiano, Casola, Fivizzano e Terrarossa e il capoluogo della provincia fu spostato da Fosdinovo a Fivizzano.
I comuni già lucchesi di Minucciano e Montignoso ebbero diversa sorte: il primo fu unito alla provincia di Garfagnana (parte del territorio di questo comune è in val di Magra e parte è in val di Serchio), il secondo a quella di Massa e Carrara. Nel 1849 i comuni di Albiano Magra (dal 1870 annesso ai comuni di Aulla e Podenzana), Aulla, Calice al Cornoviglio, Fosdinovo, Licciana Nardi, Podenzana, Rocchetta di Vara, Terrarossa (dal 1869 annesso al comune di Licciana Nardi), Tresana e Varano passarono alla provincia di Massa e Carrara, cui anche Fivizzano fu definitivamente incorporata come Vice-delegazione di Lunigiana. Ciò pose fine alla provincia di Lunigiana.
Nel 1859 la provincia massese estense divenne il nucleo di quella italiana assieme ai comuni del Pontremolese che appartenevano al Ducato di Parma e Piacenza.

## Comuni

### Comuni di II^ classe
- Fosdinovo, Aulla, Tresana, Licciana, Villafranca, Mulazzo, Rocchetta, Treschietto, Podenzana, Varano.